# Yūya Takagi
Yūya Takagi (japanisch 高木 友也 Takagi Yūya; * 23. Mai 1998 in Yokohama, Präfektur Kanagawa) ist ein japanischer Fußballspieler.

## Karriere
Yūya Takagi erlernte das Fußballspielen in der Schulmannschaft der Hosei University Daini High School sowie in der Universitätsmannschaft der Hōsei-Universität. Die Saison 2020 wurde er von der Universität an den Yokohama FC ausgeliehen. Der Verein aus Yokohama spielte in der ersten japanischen Liga, der J1 League. Nach der Ausleihe wurde er 2021 von dem Erstligisten fest verpflichtet. Sein Erstligadebüt gab Yuya Takagi am 27. Februar 2021 im Auswärtsspiel gegen Hokkaido Consadole Sapporo. Hier stand er in der Startelf und wurde nach der Halbzeitpause gegen Masahiko Inoha ausgewechselt. 2021 stand er 29-mal in der ersten Liga auf dem Spielfeld. Am Ende der Saison 2021 belegte er mit dem Verein den letzten Tabellenplatz und musste somit in die zweite Liga absteigen. Im August 2022 wechselte er auf Leihbasis zum ebenfalls in der zweiten Liga spielenden Thespakusatsu Gunma. Für den Verein aus Kusatsu bestritt er zwölf Ligaspiele. Nach Vertragsende in Yokohama wechselte er im Februar 2023 zum Zweitligisten Fagiano Okayama. Am Ende der Saison 2024 belegte er mit Okayama den fünften Tabellenplatz und qualifizierte sich somit zu den Aufstiegsspielen zur ersten Liga. Hier konnte man sich im Finale gegen Vegalta Sendai durchsetzen und stieg somit in die erste Liga auf. Nach dem Aufstieg verließ er den Verein und schloss sich im Januar 2025 dem Zweitligisten Tokushima Vortis an.